# Träningsmetod
Träningsmetod är det sätt som man utformar och utövar träningen vid styrketräning. En utformad metod är inte något man strikt måste följas, utan kan modifieras till en mer passande metod för utövaren, men efter detta så ska man hålla sig till den. Är man dessutom noggrann är en dokumentering av resultatet något att föredra då framgång med en viss metod kan urskiljas.

## Allmänt
Det finns en hel del allmänna träningsmetoder för styrketräning och de flesta av dem har funnits med under lång tid under styrketräningens historia, vilket innebär att de inte har någon speciell upphovsman. En del av metoderna återfinns även i mer sofistikerade träningssystem, och en del av dessa metoder har använts av mer kända profiler. Inom bodybuildingkretsar så har de flesta hört talas om många metoder, och även säkert provat på dem. Exempelvis Arnold Schwarzenegger brukar använda sig av giant set-metoden och lär ha förbryllat många på den tiden. Det viktiga i valet av träningsmetod är att välja en som passar bra och som ger det resultat som man eftersträvar. Oavsett vilket resultat som eftersträvas är det alltid muskler, senor och ligament som tränas, och även om resultatet kan anses vara det primära är undvikande av skador definitivt det sekundära, och då det ej gäller ett idrottsligt utövande är nog ett undvikande av skador det primära.

## Basmetoden
Den här metoden är ganska bra för nybörjare och kräver inte så mycket engagemang från utövaren. Om man sedan bygger träningsprogrammet kring basövningar får man dessutom med de flesta muskelgrupperna. Basmetoden innehåller tre olika val och handlar om muskelstyrka, volym eller uthållighet. Då det gäller styrka skall man utföra fyra till åtta repetitioner (reps) i varje övning och tre set plus ett uppvärmningsset. Då det gäller muskelvolym är antal set detsamma, men med åtta till tolv reps. Vid uthållighetsträning utökas antalet reps ytterligare och hamnar då på tolv till sexton reps.

## Träningsmetoder
| - Antagonistmetoden - Chockningsmetoden - Delrepsmetoden - Dropsetmetoden - Föruttröttningsmetoden - Giant set-metoden - Instinktiva metoden | - Negativareps-metoden - Paus-vila-metoden - Prioriteringsmetoden - Staggered grips-metoden - Strippingmetoden - High-Intensity Training - Superslow-metoden |